# Phosphure de gallium-indium

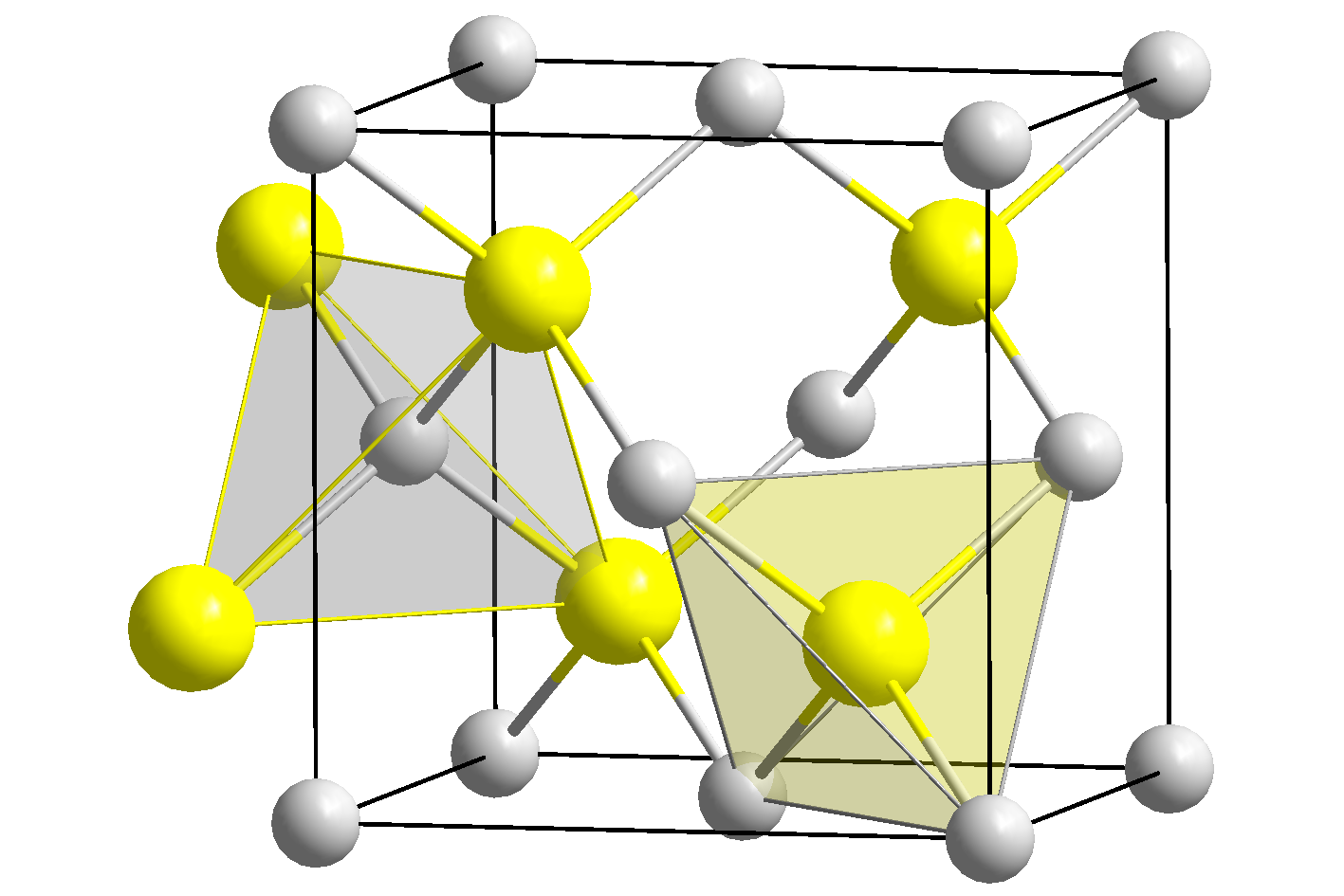
__ In3+/Ga3+ __ P3−
Structure cristalline de.

Le phosphure de gallium-indium est un composé chimique de formule InxGa1−xP, avec 0 < x < 1. Il s'agit d'une solution solide de phosphure d'indium InP et de phosphure de gallium GaP. C'est un semiconducteur III-V de structure cristalline zincblende utilisé pour sa mobilité électronique plus élevée que celle du silicium et de l'arséniure de gallium GaAs qui le rend intéressant pour les applications aux transistors bipolaires à hétérojonction (HBT) et aux MODFET (transistors à haute mobilité électronique, HEMT). Il est également utilisé en optoélectronique avec de l'aluminium pour la réalisation de diodes électroluminescentes très lumineuses en alliage AlInGaP de couleur verte, jaune, orange et rouge orangé.
Le composé de formule In0,5Ga0,5P présente de l'intérêt pour l'accord de sa maille avec celle de l'arséniure de gallium. Avec l'(AlxGa1−x)0,5In0,5, il permet de faire croître des boîtes quantiques en accord de maille pour des lasers rouges, émettant par exemple à 650 nm pour des VCSEL utilisés avec des fibres optiques en PMMA.
L'In0,5Ga0,5P est également utilisé dans les cellules photovoltaïques à hétérojonction sur de l'arséniure de gallium. Ont été obtenues des cellules à triple hétérojonction InGaP/GaAs/InGaAs atteignant un rendement de 37,4 % sous un soleil au zénith (AM1), porté à 44,4 % sous une concentration de 300 soleils ; il est également employé pour la réalisation de cellules à triple hétérojonction InGaP/GaAs/Ge, avec les compositions In0,49Ga0,51P/In0,01Ga0,99As/Ge permettant de couvrir l'ensemble du spectre de 400  à   1 600 nm.